# Óscar Figueroa
Óscar Albeiro Figueroa Mosquera (* 27. dubna 1983 Zaragoza) je kolumbijský vzpěrač, soutěžící v pérové váze.

## Kariéra
Startoval na čtyřech olympijských hrách: v roce 2004 skončil na pátém místě, v roce 2008 si pro zranění nepřipsal ani jeden platný pokus, v roce 2012 získal stříbrnou medaili a v roce 2016 zvítězil, když vzepřel 142 kg v trhu a 176 kg v nadhozu. Je také držitelem olympijského rekordu v nadhozu výkonem 177 kg z londýnské olympiády. Na mistrovství světa ve vzpírání skončil druhý v roce 2006 a třetí v letech 2013 a 2015. Vyhrál Panamerické hry v letech 2011 a 2015, mistrovství světa juniorů ve vzpírání 2001 a mistrovství Ameriky ve vzpírání 2008 a 2012.
Je studentem Universidad Santiago de Cali. Roku 2012 mu bylo uděleno vyznamenání Orden de Boyacá.